# Besuch

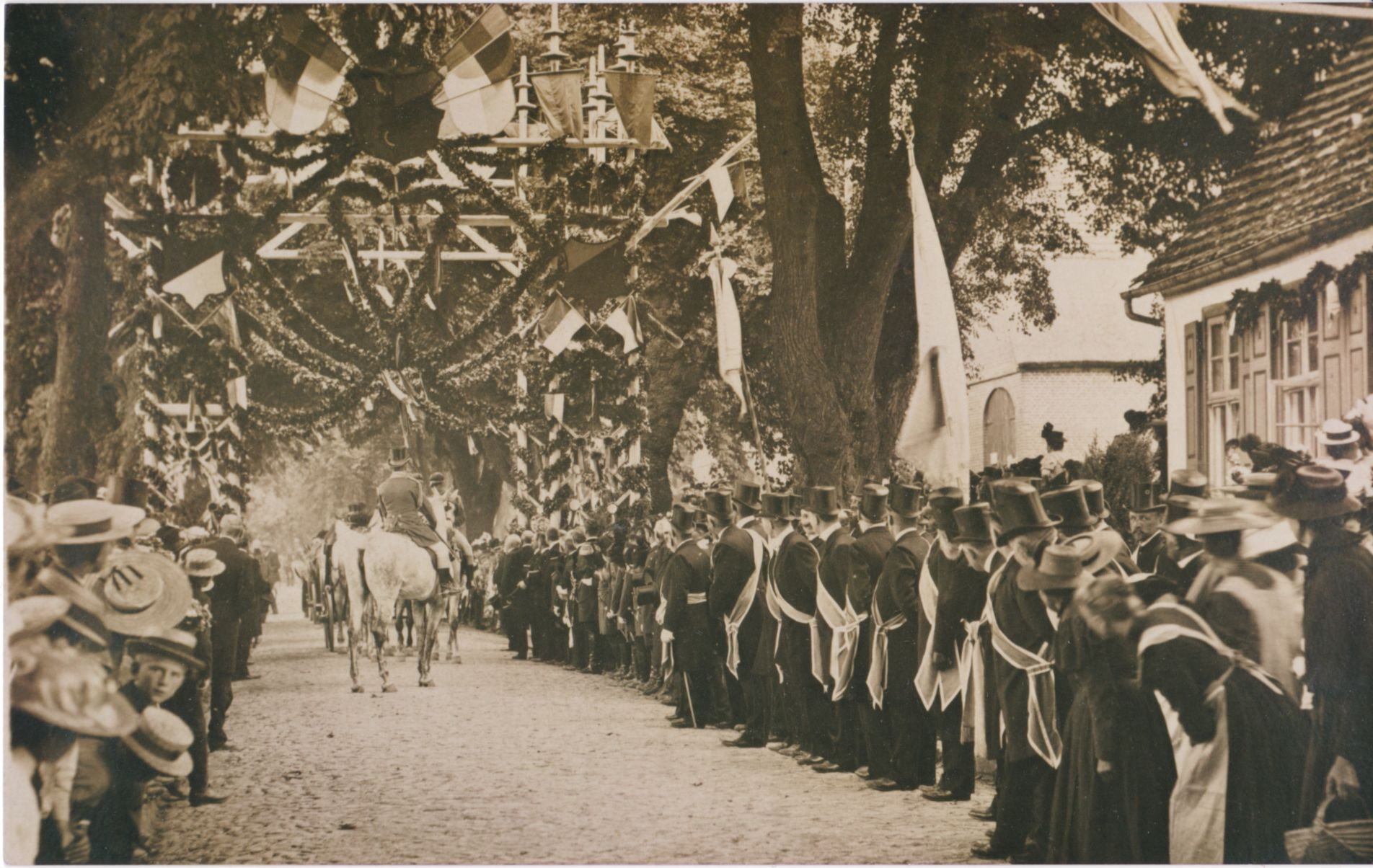
Besuch von Großherzog Friedrich Franz IV. in Dobbertin

Ein Besuch ist das vorübergehende Aufsuchen des Aufenthaltsorts einer oder mehrerer Personen oder das vorübergehende Aufsuchen eines Ortes oder einer Institution durch einen oder mehrere Besucher aus eigenem Antrieb.

## Allgemeines
Ist die Person eingeladen, spricht man von einem Gast. Üblich ist dies bei Dienstleistungsbetrieben wie Restaurants oder Hotels, in denen Besucher stets als Gäste bezeichnet werden, um die grundsätzliche Erwünschtheit ihres Besuchs zu betonen (vgl. Fahrgast, Fluggast). Bei Ausstellungen, Festivals, Konzerten, Messen und in Museen spricht man meistens von Besuchern, bei Tagungen dagegen von Teilnehmern. Der Besuch ist hier in der Regel kostenpflichtig, es wird ein Eintrittsgeld erhoben. In Bibliotheken spricht man eher von Benutzern. Wo viele Besucher erscheinen, regeln meist Besuchszeiten den Aufenthalt.
Während ein Gast meist eine gern gesehene Person ist, kann ein Besucher auch unerwünscht sein („Eindringling“). In Justizvollzugsanstalten können die Inhaftierten auch zu festgelegten Zeiten Besuch empfangen.

## Mythologie
In der griechischen Antike stand der (fremde) „Gast“ (xénos) unter dem Schutz des obersten Gottes Zeus (Zeús Xénios).

## Besuche unter Verwandten, Freunden und Nachbarn
Besuche unter Verwandten, Freunden und Nachbarn beruhen auf sozialen Beziehungen als Teil des Privatlebens. Diese Besuche können beispielsweise eine Form der Beziehungspflege, der Geselligkeit oder auch der sozialen Unterstützung sein.

## Höflichkeitsbesuch

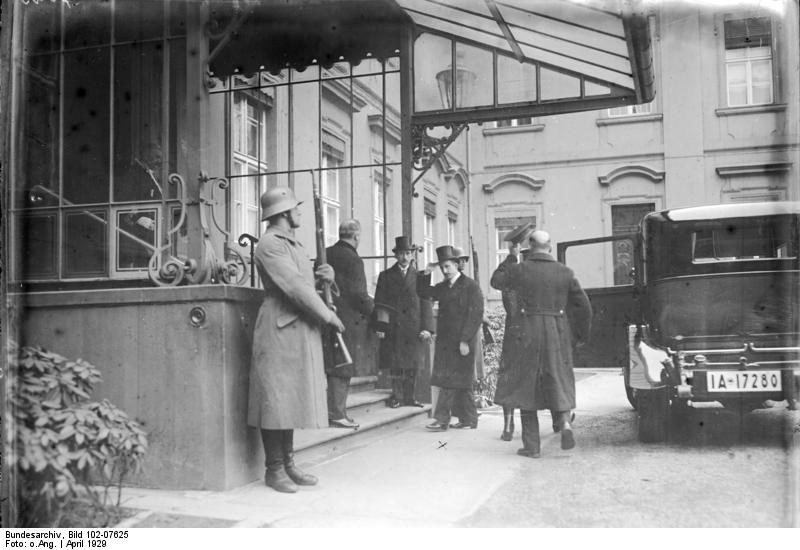
Zar Boris von Bulgarien zum Höflichkeitsbesuch bei Reichspräsident von Hindenburg (1929)

Der Anstandsbesuch oder auch Höflichkeitsbesuch ist eine Aufwartung bei jemandem, um zunächst gesellschaftliche Normen einzuhalten und nicht aus einer persönlichen Beziehung zu jemandem.

### Zweck
Marie Calm schreibt dazu in ihrem 1888 erschienenen Buch Die Sitten der guten Gesellschaft: „Der Anstandsbesuch oder die »Visite«, wie man früher sagte, um diesen kurzen Besuch von anderen längeren zu unterscheiden, hat den Zweck, die Beziehungen zwischen Personen, die gesellig miteinander verkehren, aufrecht zu erhalten und bei besonderen Gelegenheiten sich gegenseitig seine Teilnahme auszusprechen.“
Zu den Gründen, Höflichkeitsbesuche abzustatten, schreiben Graf und Gräfin Baudissin in Spemanns goldenes Buch der Sitte (Berlin, Stuttgart, 1901): „Der Grund, der uns zu einem Höflichkeitsbesuch veranlaßt, kann ein sehr verschiedenartiger sein. Entweder handelt es sich um einen Antrittsbesuch, um eine Dankesvisite für eine erhaltene Einladung, man fühlt sich verpflichtet, seinen Glückwunsch oder sein Beileid auszusprechen, man hat irgend etwas Besonderes auf dem Herzen, oder aber es gilt, sich von dem Hause, in dem man früher verkehrte, infolge einer Abreise oder einer Versetzung zu verabschieden.“

### Diplomatie
Außer den offiziellen Staatsbesuchen ist der Höflichkeitsbesuch auch in höheren Regierungskreisen zu finden. Haben zwei Nationen diplomatischen Kontakt aufgenommen, aber sich darüber hinaus nichts mitzuteilen, werden von den Regierungschefs dennoch Höflichkeitsbesuche bei der jeweils anderen Nation durchgeführt. Sieht die Entsendernation die diplomatische Beziehung als nicht sehr wichtig an, entsendet es statt seines Regierungschefs einen Vertreter desselben.